# Doppellipidschicht

Schematische Darstellung einer Doppellipidschicht in der flüssigen Phase in Wasser.

Zunehmende Hydratation in Richtung der wässrigen Phase

Eine Doppellipidschicht (oder Lipiddoppelschicht) ist eine dünne Membran aus zwei Schichten Lipiden. Sie bildet sich in Wasser oder einem anderen polaren Lösungsmittel aufgrund des Hydrophoben Effekts selbstständig aus. Bei der Mischung mit einem apolaren Lösungsmittel (z. B. Öl) bildet sich dagegen eine inverse Doppellipidschicht.

## Eigenschaften
Eine Doppellipidschicht besteht aus amphiphilen Lipiden, die einen hydrophilen und hydrophoben Anteil (meistens Kohlenwasserstoffketten) besitzen. Im polaren Lösungsmittel bildet sich eine Doppelschicht, bei der der hydrophobe unpolare Anteil nach innen und der hydrophile polare Anteil mit den polaren Gruppen nach außen zeigt. Im apolaren Lösungsmittel kehrt sich die Lage entsprechend um (sogenannte inverse Doppellipidschicht). 
Eine Doppellipidschicht ist nahezu undurchlässig für polare Moleküle oder Makromoleküle, gleichzeitig aber sehr flexibel und mechanisch schwer zu zerstören. Aus diesem Grund hinterlässt selbst ein Einstich mit einer Pipette kein Loch in der Membran, aufgrund des hydrophoben Effekts schließt sich das Loch wieder. Die Bindung von Lipiden aneinander ist energetisch günstiger als die Bindung an das sehr polare Wasser, weshalb die Kontaktfläche unpolarer hydrophober Gruppen zu Wasser minimiert wird. Wasser und kleine ungeladene Moleküle durch die Doppellipidschicht diffundieren, ohne sie zu schädigen. Durch Lipidlösungsmittel und Lipasen kann die Doppellipidschicht zerstört werden.
Doppellipidschichten können in unterschiedlichen Phasen vorliegen, die sich vor allem in der Beweglichkeit der Lipide in der Ebene der Schicht unterscheiden. In der gelartigen oder flüssigkristallinen Phase bei niedrigen Temperaturen liegen die Lipidschwänze geordnet dicht aneinander, während sie in der flüssigen oder fluiden Phase wie in einer Flüssigkeit ungeordnet und sehr beweglich sind. In dieser Phase wird die Doppellipidschicht auch als zweidimensionale Flüssigkeit beschrieben.
In Form von Biomembranen dienen Doppellipidschichten in Lebewesen als Trennschicht zwischen Zellkompartimenten bzw. dem Innen und Außen der Zelle (Zellmembran). Die Doppellipidschicht einer biologischen Membran besteht im Wesentlichen aus Phospholipiden, die sich normalerweise in der flüssigen Phase befinden, damit die anderen Bestandteile der Membran beweglich bleiben. In biologischen Membranen sind die Doppellipidschichten nach dem Fluid-Mosaik-Modell mit Membranproteinen und Lipid Rafts durchsetzt, die sich teilweise frei seitwärts bewegen können. Die mathematische Beschreibung erfolgt nach dem Saffman-Delbrück-Modell.

## Geschichte
1925 beschrieben Evert Gorter und François Grendel erstmals eine Doppellipidschicht als Hauptbestandteil von biologischen Membranen (wie z. B. der Zellmembran).